# Marie Dupouy
Pour les articles homonymes, voir Dupouy.
Marie Dupouy, née en 27 juillet 2002, est une joueuse internationale française de rugby à XV évoluant au poste de centre au Blagnac rugby féminin.

## Biographie
Marie Dupouy naît le 27 juillet 2002. Son père Marc est un ancien rugbyman, dirigeant de l'Union Sportive du Canton de Pouyastruc, club pour lequel sa mère Laurence exerce les fonctions de secrétaire. Elle y joue en équipe mixte de l'âge de 5 ans jusqu'à 15 ans, puis intègre à Toulouse une section sport-étude.  
Depuis 2018 elle évolue en Élite 1 au club de Blagnac rugby féminin, et joue dans l'équipe de France des moins de 20 ans,.
Après une première sélection en équipe de France senior qui lui fait affronter l'Afrique du Sud le 6 novembre 2021 (victoire 46 à 3),, elle est appelée en octobre 2022 par Thomas Darracq pour rejoindre en cours de compétition l'équipe qui dispute la Coupe du monde de rugby à XV en Nouvelle-Zélande à la suite de la blessure de Laure Sansus,.

## Palmarès

### En club
- Championnat de France de rugby à XV :
  - Finaliste en 2021 et 2022